# مايكل هينز (لاعب كرة قدم)
مايكل هينز (من مواليد 7 مايو 1987) هو لاعب كرة قدم ألماني يلعب كحارس مرمى لفريق بلاو فايس 1890 في برلين.

## حياة مهنية
ولد هينز في برلين الشرقية، وجاء من خلال فرق الشباب يونيوب برلين، ليُقال فقط عندما كان يبلغ من العمر 13 عامًا أنه ليس له مستقبل في النادي.  على الرغم من ذلك عاد بعد أربع سنوات لمساعدة النادي في الترقية إلى دوري الدرجة الأولى الألماني تحت 19 عامًا . تمت مكافأة هينز باستدعاء للمنتخب الألماني لكرة القدم تحت 18 سنة  حيث ظهر مرة واحدة في عام 2004.
بعد أن شارك في 11 مباراة فقط حتى عام 2008 ، انتقل هينز إلى نادي روت فايس إيرفورت . في 18 أبريل 2009 ، ظهر لأول مرة مع الفريق الأول في المجموعة الثالثة. ليغا كبديل في الشوط الثاني عن المصاب ديرك أورليشوزن في مباراة ضد إس في واكر بورجهاوزن .  بعد أسبوع ، بدأ المباراة الخارجية ضد كيكرز إمدن . 
بداية من أوبرنولاند، قدم هينز مباراتين في النصف الأول من موسم الدوري الألماني الدرجة الرابعة لموسم 2009-2010. بعد أن أمضى موسم 2010-11 بدون ناد ، انضم إلى نادي جرمانيا شونيش ، حيث بدأ سبع مباريات في النصف الأخير من موسم 2011-12 لموسم آخر قبل انسحاب النادي من الدوري. في عام 2012 ، انضم هينز إلى يونيون فورشتينفالد حيث أصبح أخيرًا لاعبًا منتظمًا بين المناصب ، حيث بدأ جميع مباريات موسم 2012–13 الأوبرليغا للفريق الذي يتخذ من براندنبورغ مقراً له والذي احتل المركز الثاني بعد فيكتوريا برلين في الدوري . خاض هينز 16 مباراة في الموسم التالي قبل أن ينتقل إلى فريق برلين ليغا تنس بوروسيا برلين . 

## روابط خارجية
- Michael Hinz على بيانات كرة القدم. دي إي باللغة الألمانية
- Profile at FuPa.net